# Lo Chastèu de Ròse
Châteaubourg és un municipi francès situat al departament de l'Ardecha i a la regió d'Alvèrnia-Roine-Alps. L'any 2007 tenia 207 habitants.

## Demografia

### Població
El 2007 la població de fet de Châteaubourg era de 207 persones. Hi havia 92 famílies de les quals 28 eren unipersonals (16 homes vivint sols i 12 dones vivint soles), 32 parelles sense fills i 32 parelles amb fills.
La població ha evolucionat segons el següent gràfic:
Habitants censats

### Habitatges
El 2007 hi havia 110 habitatges, 87 eren l'habitatge principal de la família, 12 eren segones residències i 11 estaven desocupats. 101 eren cases i 4 eren apartaments. Dels 87 habitatges principals, 65 estaven ocupats pels seus propietaris, 17 estaven llogats i ocupats pels llogaters i 5 estaven cedits a títol gratuït; 6 tenien dues cambres, 6 en tenien tres, 20 en tenien quatre i 55 en tenien cinc o més. 61 habitatges disposaven pel capbaix d'una plaça de pàrquing. A 35 habitatges hi havia un automòbil i a 48 n'hi havia dos o més.

### Piràmide de població
La piràmide de població per edats i sexe el 2009 era:
| Homes | Edats   | Dones |
| ----- | ------- | ----- |
| 4     | 95 o +  | 0     |
| 4     | 90 a 94 | 0     |
| 0     | 85 a 89 | 4     |
| 4     | 80 a 84 | 0     |
| 0     | 75 a 79 | 0     |
| 8     | 70 a 74 | 0     |
| 4     | 65 a 69 | 0     |
| 4     | 60 a 64 | 4     |
| 4     | 55 a 59 | 8     |
| 0     | 50 a 54 | 12    |
| 4     | 45 a 49 | 0     |
| 4     | 40 a 44 | 0     |
| 16    | 35 a 39 | 12    |
| 12    | 30 a 34 | 4     |
| 8     | 25 a 29 | 8     |
| 0     | 20 a 24 | 0     |
| 0     | 15 a 19 | 0     |
| 0     | 10 a 14 | 4     |
| 20    | 5 a 9   | 0     |
| 4     | 0 a 4   | 4     |

## Economia
El 2007 la població en edat de treballar era de 142 persones, 106 eren actives i 36 eren inactives. De les 106 persones actives 97 estaven ocupades (50 homes i 47 dones) i 9 estaven aturades (4 homes i 5 dones). De les 36 persones inactives 14 estaven jubilades, 13 estaven estudiant i 9 estaven classificades com a «altres inactius».

### Ingressos
El 2009 a Châteaubourg hi havia 86 unitats fiscals que integraven 229 persones, la mediana anual d'ingressos fiscals per persona era de 17.277 €.

### Activitats econòmiques
Dels 11 establiments que hi havia el 2007, 1 era d'una empresa extractiva, 1 d'una empresa de fabricació d'altres productes industrials, 6 d'empreses de construcció, 1 d'una empresa de serveis i 2 d'entitats de l'administració pública.
Dels 6 establiments de servei als particulars que hi havia el 2009, 1 era un taller de reparació d'automòbils i de material agrícola, 1 fusteria, 2 lampisteries i 2 electricistes.
L'any 2000 a Châteaubourg hi havia 9 explotacions agrícoles que ocupaven un total de 130 hectàrees.

## Poblacions més properes
El següent diagrama mostra les poblacions més properes.